# Backstreet Boys/Diskografie
Diese Diskografie ist eine Übersicht über die musikalischen Werke der US-amerikanischen Gesangsgruppe Backstreet Boys. Den Quellenangaben zufolge verkaufte sie bisher mehr als 130 Millionen Tonträger, wobei sie alleine in Deutschland über 7,6 Millionen Tonträger verkaufte und somit eine der Interpreten mit den meisten verkauften Tonträgern in Deutschland sind. Ihre erfolgreichste Veröffentlichung ist das dritte Studioalbum Millennium mit über 19,3 Millionen verkauften Einheiten.

## Alben

### Studioalben
| Jahr | Titel Musiklabel                               | Höchstplatzierung, Gesamtwochen, AuszeichnungChartplatzierungen (Jahr, Titel, Musiklabel, Platzierungen, Wochen, Auszeichnungen, Anmerkungen) | Höchstplatzierung, Gesamtwochen, AuszeichnungChartplatzierungen (Jahr, Titel, Musiklabel, Platzierungen, Wochen, Auszeichnungen, Anmerkungen) | Höchstplatzierung, Gesamtwochen, AuszeichnungChartplatzierungen (Jahr, Titel, Musiklabel, Platzierungen, Wochen, Auszeichnungen, Anmerkungen) | Höchstplatzierung, Gesamtwochen, AuszeichnungChartplatzierungen (Jahr, Titel, Musiklabel, Platzierungen, Wochen, Auszeichnungen, Anmerkungen) | Höchstplatzierung, Gesamtwochen, AuszeichnungChartplatzierungen (Jahr, Titel, Musiklabel, Platzierungen, Wochen, Auszeichnungen, Anmerkungen) | Anmerkungen                                                    |
| Jahr | Titel Musiklabel                               | DE | AT | CH | UK | US | Anmerkungen                                                    |
| ---- | ---------------------------------------------- | --- | --- | --- | --- | --- | -------------------------------------------------------------- |
| 1996 | Backstreet Boys Jive Records (Zomba)           | DE1 ×2Doppelplatin · (70 Wo.)DE | AT1 ×3Dreifachplatin · (71 Wo.)AT | CH1 ×3Dreifachplatin · (59 Wo.)CH | UK12 Gold · (28 Wo.)UK | — | Erstveröffentlichung: 6. Mai 1996 Verkäufe: + 4.783.000        |
| 1997 | Backstreet’s Back Jive Records (Zomba)         | DE1 ×2Doppelplatin · (41 Wo.)DE | AT1 Platin · (25 Wo.)AT | CH1 ×2Doppelplatin · (40 Wo.)CH | UK2 ×2Doppelplatin · (50 Wo.)UK | — | Erstveröffentlichung: 11. August 1997 Verkäufe: + 7.753.000    |
| 1999 | Millennium Jive Records (Zomba)                | DE1 ×3Dreifachgold · (51 Wo.)DE | AT1 Gold · (20 Wo.)AT | CH1 Platin · (48 Wo.)CH | UK2 Platin · (64 Wo.)UK | US1 ×3Diamant + Dreifachplatin · (95 Wo.)US                                                                                                   | Erstveröffentlichung: 18. Mai 1999 Verkäufe: + 20.261.000      |
| 2000 | Black & Blue Jive Records (Zomba)              | DE1 ×3Dreifachgold · (17 Wo.)DE | AT3 Gold · (14 Wo.)AT | CH1 Platin · (17 Wo.)CH | UK13 Gold · (15 Wo.)UK | US1 ×8Achtfachplatin · (42 Wo.)US | Erstveröffentlichung: 21. November 2000 Verkäufe: + 11.392.000 |
| 2005 | Never Gone Jive Records (Zomba)                | DE1 Gold · (23 Wo.)DE | AT4 (14 Wo.)AT | CH3 Gold · (19 Wo.)CH | UK11 Gold · (6 Wo.)UK | US3 Platin · (16 Wo.)US | Erstveröffentlichung: 14. Juni 2005 Verkäufe: + 2.833.500      |
| 2007 | Unbreakable Jive Records (Zomba)               | DE4 (6 Wo.)DE | AT21 (2 Wo.)AT | CH6 (9 Wo.)CH | UK21 (2 Wo.)UK | US7 (5 Wo.)US | Erstveröffentlichung: 30. Oktober 2007 Verkäufe: + 310.000     |
| 2009 | This Is Us Jive Records (Sony)                 | DE10 (4 Wo.)DE | AT47 (2 Wo.)AT | CH9 (7 Wo.)CH | UK39 Silber · (1 Wo.)UK | US9 (5 Wo.)US | Erstveröffentlichung: 5. Oktober 2009 Verkäufe: + 310.000      |
| 2013 | In a World Like This K-Bahn (RED Distribution) | DE3 (6 Wo.)DE | AT8 (4 Wo.)AT | CH1 (9 Wo.)CH | UK16 (3 Wo.)UK | US5 (7 Wo.)US | Erstveröffentlichung: 30. Juli 2013 Verkäufe: + 100.000        |
| 2019 | DNA RCA Records (Sony)                         | DE2 (10 Wo.)DE | AT1 (8 Wo.)AT | CH1 (8 Wo.)CH | UK7 (1 Wo.)UK | US1 (6 Wo.)US | Erstveröffentlichung: 23. Januar 2019 Verkäufe: + 85.000       |

### Livealben
| Jahr | Titel Musiklabel                                          | Anmerkungen                             |
| ---- | --------------------------------------------------------- | --------------------------------------- |
| 1998 | A Night Out with the Backstreet Boys Jive Records (Zomba) | Erstveröffentlichung: 17. November 1998 |

### Kompilationen
| Jahr | Titel Musiklabel                                  | Höchstplatzierung, Gesamtwochen, AuszeichnungChartplatzierungen (Jahr, Titel, Musiklabel, Platzierungen, Wochen, Auszeichnungen, Anmerkungen) | Höchstplatzierung, Gesamtwochen, AuszeichnungChartplatzierungen (Jahr, Titel, Musiklabel, Platzierungen, Wochen, Auszeichnungen, Anmerkungen) | Höchstplatzierung, Gesamtwochen, AuszeichnungChartplatzierungen (Jahr, Titel, Musiklabel, Platzierungen, Wochen, Auszeichnungen, Anmerkungen) | Höchstplatzierung, Gesamtwochen, AuszeichnungChartplatzierungen (Jahr, Titel, Musiklabel, Platzierungen, Wochen, Auszeichnungen, Anmerkungen) | Höchstplatzierung, Gesamtwochen, AuszeichnungChartplatzierungen (Jahr, Titel, Musiklabel, Platzierungen, Wochen, Auszeichnungen, Anmerkungen) | Anmerkungen                                                                       |
| Jahr | Titel Musiklabel                                  | DE | AT | CH | UK | US | Anmerkungen                                                                       |
| ---- | ------------------------------------------------- | --- | --- | --- | --- | --- | --------------------------------------------------------------------------------- |
| 1997 | Backstreet Boys (US-Version) Jive Records (Zomba) | — | — | — | — | US4 ×4Diamant + Vierfachplatin · (133 Wo.)US                                                                                                  | Erstveröffentlichung: 12. August 1997 Verkäufe: + 14.000.000                      |
| 2001 | Greatest Hits: Chapter One Jive Records (Zomba)   | DE4 Gold · (12 Wo.)DE | AT6 Gold · (12 Wo.)AT | CH10 Gold · (15 Wo.)CH | UK5 ×2Doppelplatin (Greatest Hits) + Silber (The Hits) · (19 Wo.)UK                                                                           | US4 Platin · (25 Wo.)US | Erstveröffentlichung: 30. Oktober 2001 Verkäufe: + 3.382.500                      |
| 2010 | The Very Best of Jive Records (Sony)              | — | AT42 (1 Wo.)AT | — | UK— GoldUK | — | Erstveröffentlichung: 26. Januar 2010 Verkäufe: + 142.500                         |
| 2011 | NKOTBSB Columbia Records / Jive Records (Sony)    | — | — | — | UK— GoldUK | US7 (10 Wo.)US | Erstveröffentlichung: 24. Mai 2011 Verkäufe: + 100.000; mit New Kids on the Block |
| 2013 | The Essential Backstreet Boys RCA Records (Sony)  | — | — | — | — | — | Erstveröffentlichung: 26. September 2013                                          |
| 2016 | The New Best Of RCA Records (Sony)                | DE19 (5 Wo.)DE | AT40 (2 Wo.)AT | CH49 (2 Wo.)CH | — | — | Erstveröffentlichung: 3. Juni 2016                                                |

### Weihnachtsalben
| Jahr | Titel Musiklabel                         | Höchstplatzierung, Gesamtwochen, AuszeichnungChartplatzierungen (Jahr, Titel, Musiklabel, Platzierungen, Wochen, Auszeichnungen, Anmerkungen) | Höchstplatzierung, Gesamtwochen, AuszeichnungChartplatzierungen (Jahr, Titel, Musiklabel, Platzierungen, Wochen, Auszeichnungen, Anmerkungen) | Höchstplatzierung, Gesamtwochen, AuszeichnungChartplatzierungen (Jahr, Titel, Musiklabel, Platzierungen, Wochen, Auszeichnungen, Anmerkungen) | Höchstplatzierung, Gesamtwochen, AuszeichnungChartplatzierungen (Jahr, Titel, Musiklabel, Platzierungen, Wochen, Auszeichnungen, Anmerkungen) | Höchstplatzierung, Gesamtwochen, AuszeichnungChartplatzierungen (Jahr, Titel, Musiklabel, Platzierungen, Wochen, Auszeichnungen, Anmerkungen) | Anmerkungen                            |
| Jahr | Titel Musiklabel                         | DE | AT | CH | UK | US | Anmerkungen                            |
| ---- | ---------------------------------------- | --- | --- | --- | --- | --- | -------------------------------------- |
| 2022 | A Very Backstreet Christmas K-Bahn (BMG) | DE9 (10 Wo.)DE | AT19 (5 Wo.)AT | CH13 (9 Wo.)CH | — | US17 (3 Wo.)US | Erstveröffentlichung: 14. Oktober 2022 |

## Singles

### Als Leadmusiker
| Jahr | Titel Album                                                            | Höchstplatzierung, Gesamtwochen, AuszeichnungChartplatzierungen (Jahr, Titel, Album, Platzierungen, Wochen, Auszeichnungen, Anmerkungen) | Höchstplatzierung, Gesamtwochen, AuszeichnungChartplatzierungen (Jahr, Titel, Album, Platzierungen, Wochen, Auszeichnungen, Anmerkungen) | Höchstplatzierung, Gesamtwochen, AuszeichnungChartplatzierungen (Jahr, Titel, Album, Platzierungen, Wochen, Auszeichnungen, Anmerkungen) | Höchstplatzierung, Gesamtwochen, AuszeichnungChartplatzierungen (Jahr, Titel, Album, Platzierungen, Wochen, Auszeichnungen, Anmerkungen) | Höchstplatzierung, Gesamtwochen, AuszeichnungChartplatzierungen (Jahr, Titel, Album, Platzierungen, Wochen, Auszeichnungen, Anmerkungen) | Anmerkungen |
| Jahr | Titel Album                                                            | DE | AT | CH | UK | US | Anmerkungen |
| --- | ---------------------------------------------------------------------- | --- | --- | --- | --- | --- | --- |
| 1995 | We’ve Got It Goin’ On Backstreet Boys                                  | DE4 Gold · (29 Wo.)DE | AT3 Gold · (16 Wo.)AT | CH3 (26 Wo.)CH | UK3 (10 Wo.)UK | US69 (20 Wo.)US | Erstveröffentlichung: 11. September 1995 Verkäufe: + 300.000                                                                |
| 1996 | I’ll Never Break Your Heart Backstreet Boys                            | DE5 Gold · (23 Wo.)DE | AT5 (13 Wo.)AT | CH2 (23 Wo.)CH | UK8 (12 Wo.)UK | US35 (21 Wo.)US | Erstveröffentlichung: 12. Februar 1996 Verkäufe: + 320.000                                                                  |
| 1996 | Get Down (You’re the One for Me) Backstreet Boys                       | DE5 Gold · (25 Wo.)DE | AT4 (14 Wo.)AT | CH7 (20 Wo.)CH | UK14 (12 Wo.)UK | — | Erstveröffentlichung: 30. April 1996 Verkäufe: + 1.000.000; feat. Smooth T                                                  |
| 1996 | Quit Playing Games (with My Heart) Backstreet Boys                     | DE1 Platin · (21 Wo.)DE | AT1 Gold · (16 Wo.)AT | CH1 (27 Wo.)CH | UK2 Silber (Physisch) + Silber (Digital) · (10 Wo.)UK                                                                                    | US2 Platin · (43 Wo.)US | Erstveröffentlichung: 14. Oktober 1996 Verkäufe: + 2.215.000                                                                |
| 1997 | Anywhere for You Backstreet Boys                                       | DE3 Gold · (14 Wo.)DE | AT7 (12 Wo.)AT | CH3 (14 Wo.)CH | UK4 (10 Wo.)UK | — | Erstveröffentlichung: 24. Februar 1997 Verkäufe: + 250.000                                                                  |
| 1997 | Everybody (Backstreet’s Back) Backstreet’s Back                        | DE2 Platin · (17 Wo.)DE | AT2 (12 Wo.)AT | CH2 (23 Wo.)CH | UK3 ×2Doppelplatin · (11 Wo.)UK | US4 Platin · (22 Wo.)US | Erstveröffentlichung: 14. Juli 1997 Verkäufe: + 3.665.000                                                                   |
| 1997 | As Long as You Love Me Backstreet’s Back                               | DE3 Platin · (21 Wo.)DE | AT2 (16 Wo.)AT | CH4 (24 Wo.)CH | UK3 Platin · (20 Wo.)UK | — | Erstveröffentlichung: 29. September 1997 Verkäufe: + 1.560.000                                                              |
| 1998 | All I Have to Give Backstreet’s Back                                   | DE8 (13 Wo.)DE | AT4 (12 Wo.)AT | CH8 (12 Wo.)CH | UK2 Silber · (13 Wo.)UK | US5 Platin · (21 Wo.)US | Erstveröffentlichung: 13. Januar 1998 Verkäufe: + 1.290.000                                                                 |
| 1999 | I Want It That Way Millennium                                          | DE1 ×3Dreifachgold · (17 Wo.)DE | AT1 Gold · (13 Wo.)AT | CH1 Gold · (18 Wo.)CH | UK1 ×3Dreifachplatin · (14 Wo.)UK | US6 ×3Dreifachplatin · (31 Wo.)US | Erstveröffentlichung: 12. April 1999 Verkäufe: + 8.941.000                                                                  |
| 1999 | Larger Than Life Millennium                                            | DE5 (13 Wo.)DE | AT15 (12 Wo.)AT | CH10 (19 Wo.)CH | UK5 Gold · (14 Wo.)UK | US25 (19 Wo.)US | Erstveröffentlichung: 3. September 1999 Verkäufe: + 640.000                                                                 |
| 1999 | Show Me the Meaning of Being Lonely Millennium                         | DE3 Gold · (12 Wo.)DE | AT8 (11 Wo.)AT | CH2 (16 Wo.)CH | UK3 Silber · (18 Wo.)UK | US6 (24 Wo.)US | Erstveröffentlichung: 21. Dezember 1999 Verkäufe: + 700.000                                                                 |
| 2000 | The One Millennium                                                     | DE15 (9 Wo.)DE | AT25 (6 Wo.)AT | CH19 (15 Wo.)CH | UK8 (9 Wo.)UK | US30 (15 Wo.)US | Erstveröffentlichung: 16. Mai 2000 Verkäufe: + 40.000                                                                       |
| 2000 | Shape of My Heart Black & Blue                                         | DE2 Gold · (13 Wo.)DE | AT4 (14 Wo.)AT | CH1 (21 Wo.)CH | UK4 Silber · (12 Wo.)UK | US9 (20 Wo.)US | Erstveröffentlichung: 3. Oktober 2000 Verkäufe: + 765.000                                                                   |
| 2001 | The Call Black & Blue                                                  | DE17 (9 Wo.)DE | AT23 (8 Wo.)AT | CH30 (13 Wo.)CH | UK8 (7 Wo.)UK | US52 (6 Wo.)US | Erstveröffentlichung: 6. Februar 2001 Verkäufe: + 20.000                                                                    |
| 2001 | More Than That Black & Blue                                            | DE25 (9 Wo.)DE | AT27 (10 Wo.)AT | CH28 (14 Wo.)CH | UK12 (5 Wo.)UK | US27 (20 Wo.)US | Erstveröffentlichung: 8. Mai 2001 Verkäufe: + 10.000                                                                        |
| 2001 | Drowning Greatest Hits: Chapter One                                    | DE11 (9 Wo.)DE | AT9 (12 Wo.)AT | CH13 (18 Wo.)CH | UK4 (10 Wo.)UK | US28 (20 Wo.)US | Erstveröffentlichung: 16. Oktober 2001 Verkäufe: + 100.000                                                                  |
| 2005 | Incomplete Never Gone                                                  | DE3 (13 Wo.)DE | AT6 (17 Wo.)AT | CH3 (26 Wo.)CH | UK8 (8 Wo.)UK | US13 Gold · (20 Wo.)US | Erstveröffentlichung: 1. April 2005 Verkäufe: + 670.000                                                                     |
| 2005 | Just Want You to Know Never Gone                                       | DE20 (11 Wo.)DE | AT22 (13 Wo.)AT | CH29 (12 Wo.)CH | UK8 (3 Wo.)UK | US70 (4 Wo.)US | Erstveröffentlichung: 4. Oktober 2005                                                                                       |
| 2005 | Crawling Back to You Never Gone                                        | — | — | — | — | — | Erstveröffentlichung: 11. Oktober 2005 nur in den USA als Single veröffentlicht                                             |
| 2005 | I Still Never Gone                                                     | DE45 (9 Wo.)DE | AT47 (6 Wo.)AT | CH56 (10 Wo.)CH | — | — | Erstveröffentlichung: 27. Dezember 2005                                                                                     |
| 2007 | Inconsolable Unbreakable                                               | DE17 (9 Wo.)DE | AT31 (5 Wo.)AT | CH8 (9 Wo.)CH | UK24 (2 Wo.)UK | US86 (2 Wo.)US | Erstveröffentlichung: 27. August 2007 Verkäufe: + 130.000                                                                   |
| 2007 | Helpless When She Smiles Unbreakable                                   | DE34 (7 Wo.)DE | — | — | — | — | Erstveröffentlichung: 10. Dezember 2007 Original: Bastiaan Ragas                                                            |
| 2009 | Straight Through My Heart This Is Us                                   | DE22 (9 Wo.)DE | AT45 (4 Wo.)AT | CH30 (8 Wo.)CH | UK72 (2 Wo.)UK | — | Erstveröffentlichung: 27. August 2009 Verkäufe: + 200.000                                                                   |
| 2009 | Bigger This Is Us                                                      | — | — | — | — | — | Erstveröffentlichung: 29. November 2009                                                                                     |
| 2011 | Don’t Turn Out the Lights NKOTBSB                                      | — | — | — | — | — | Erstveröffentlichung: 5. April 2011 mit New Kids On The Block                                                               |
| 2012 | It’s Christmas Time Again A Very Backstreet Christmas (Deluxe Edition) | — | — | — | — | — | Erstveröffentlichung: 6. November 2012                                                                                      |
| 2013 | In a World Like This                                                   | DE100 (1 Wo.)DE | — | — | — | — | Erstveröffentlichung: 25. Juni 2013                                                                                         |
| 2013 | Show ’Em (What You’re Made Off) In a World Like This                   | — | — | — | — | — | Erstveröffentlichung: 18. November 2013                                                                                     |
| 2018 | Don’t Go Breaking My Heart DNA                                         | DE68 (1 Wo.)DE | — | CH98 (1 Wo.)CH | — | US63 (10 Wo.)US | Erstveröffentlichung: 18. Mai 2018 Verkäufe: + 95.000                                                                       |
| 2018 | Chances DNA                                                            | DE63 (1 Wo.)DE | — | CH82 (1 Wo.)CH | — | — | Erstveröffentlichung: 9. November 2018 Verkäufe: + 40.000                                                                   |
| 2019 | No Place DNA                                                           | — | — | CH93 (1 Wo.)CH | — | — | Erstveröffentlichung: 4. Januar 2019 Verkäufe: + 60.000                                                                     |
| 2022 | Last Christmas A Very Backstreet Christmas                             | — | — | — | — | — | Erstveröffentlichung: 6. September 2022 Original: Wham!                                                                     |
| 2022 | Christmas in New York A Very Backstreet Christmas                      | — | — | — | — | — | Erstveröffentlichung: 6. Dezember 2022 Original: John Wesley Shipp                                                          |
| 2025 | Hey Millennium 2.0                                                     | — | — | — | — | — | Erstveröffentlichung: 14. Februar 2025                                                                                      |
| 2025 | Perfect Fan (Demo) Millennium 2.0                                      | — | — | — | — | — | Erstveröffentlichung: 23. Mai 2025                                                                                          |
| Folgende Lieder erschienen nicht als Single, wurden aber durch das Album zum Download und Streaming bereitgestellt und konnten somit eine Platzierung erlangen: |                                                                        | | | | | | |
| |                                                                        | | | | | | |
| 2018 | Christmas Time –                                                       | DE76 (5 Wo.)DE | — | — | — | — | Promoveröffentlichung: 7. Dezember 1996 Verkäufe: + 45.000; Charteinstieg: 28. Dezember 2018 B-Seite von Quit Playing Games |

### Als Gastmusiker
| Jahr | Titel Album                                               | Höchstplatzierung, Gesamtwochen, AuszeichnungChartplatzierungen (Jahr, Titel, Album, Platzierungen, Wochen, Auszeichnungen, Anmerkungen) | Höchstplatzierung, Gesamtwochen, AuszeichnungChartplatzierungen (Jahr, Titel, Album, Platzierungen, Wochen, Auszeichnungen, Anmerkungen) | Höchstplatzierung, Gesamtwochen, AuszeichnungChartplatzierungen (Jahr, Titel, Album, Platzierungen, Wochen, Auszeichnungen, Anmerkungen) | Höchstplatzierung, Gesamtwochen, AuszeichnungChartplatzierungen (Jahr, Titel, Album, Platzierungen, Wochen, Auszeichnungen, Anmerkungen) | Höchstplatzierung, Gesamtwochen, AuszeichnungChartplatzierungen (Jahr, Titel, Album, Platzierungen, Wochen, Auszeichnungen, Anmerkungen) | Anmerkungen                                                                                             |
| Jahr | Titel Album                                               | DE | AT | CH | UK | US | Anmerkungen                                                                                             |
| ---- | --------------------------------------------------------- | --- | --- | --- | --- | --- | --- |
| 1996 | Children –                                                | DE19 (13 Wo.)DE | AT31 (6 Wo.)AT | CH12 (15 Wo.)CH | — | — | Erstveröffentlichung: 4. April 1996 mit Hand in Hand for Children e. V.                                 |
| 1997 | Children Need a Helping Hand Charity ’97 — Stars for Kids | DE25 (15 Wo.)DE | AT20 (10 Wo.)AT | CH8 (10 Wo.)CH | — | — | Erstveröffentlichung: 23. Mai 1997 mit Hand in Hand for Children e. V.                                  |
| 1998 | Let the Music Heal Your Soul Bravo Hits 21                | DE6 (12 Wo.)DE | AT22 (8 Wo.)AT | CH5 (14 Wo.)CH | UK36 (3 Wo.)UK | US60 (4 Wo.)US | Erstveröffentlichung: 17. Mai 1998 mit den Bravo All Stars                                              |
| 1998 | Children of the World Charity ’98 — Stars on Stage        | DE65 (5 Wo.)DE | — | — | — | — | Erstveröffentlichung: 23. November 1998 mit Hand in Hand for Children e. V.                             |
| 2001 | What’s Going On                                           | DE35 (9 Wo.)DE | AT51 (8 Wo.)AT | CH16 (11 Wo.)CH | UK6 (17 Wo.)UK | US27 (18 Wo.)US | Erstveröffentlichung: 30. Oktober 2001 mit Artists Against AIDS Worldwide                               |
| 2017 | God, Your Mama, and Me Dig Your Roots                     | — | — | — | — | US46 ×2Doppelplatin · (19 Wo.)US | Erstveröffentlichung: 23. Januar 2017 Verkäufe: + 2.000.000; Florida Georgia Line feat. Backstreet Boys |
| 2019 | Let It Be Me Neon Future IV                               | — | — | — | — | — | Erstveröffentlichung: 6. September 2019 Steve Aoki feat. Backstreet Boys                                |
| 2020 | Matches Glory (2020 Deluxe Edition)                       | — | — | — | — | — | Erstveröffentlichung: 18. Dezember 2020 Britney Spears mit Backstreet Boys                              |
| 2025 | What Hurts the Most –                                     | — | — | — | — | — | Erstveröffentlichung: 2. Mai 2025 Rascal Flatts mit Backstreet Boys; Original: Mark Wills               |

## Videoalben
| Jahr | Titel                                                                   | Höchstplatzierung, Gesamtwochen, AuszeichnungChartplatzierungen (Jahr, Titel, Platzierungen, Wochen, Auszeichnungen, Anmerkungen) | Höchstplatzierung, Gesamtwochen, AuszeichnungChartplatzierungen (Jahr, Titel, Platzierungen, Wochen, Auszeichnungen, Anmerkungen) | Höchstplatzierung, Gesamtwochen, AuszeichnungChartplatzierungen (Jahr, Titel, Platzierungen, Wochen, Auszeichnungen, Anmerkungen) | Höchstplatzierung, Gesamtwochen, AuszeichnungChartplatzierungen (Jahr, Titel, Platzierungen, Wochen, Auszeichnungen, Anmerkungen) | Höchstplatzierung, Gesamtwochen, AuszeichnungChartplatzierungen (Jahr, Titel, Platzierungen, Wochen, Auszeichnungen, Anmerkungen) | Anmerkungen                                                  |
| Jahr | Titel                                                                   | DE | AT | CH | UK | US | Anmerkungen                                                  |
| ---- | ----------------------------------------------------------------------- | --- | --- | --- | --- | --- | ------------------------------------------------------------ |
| 1997 | Backstreet Boys                                                         | — | — | — | UK2 Gold · (82 Wo.)UK | — | Erstveröffentlichung: 1997 Verkäufe: + 25.000                |
| 1998 | Live in Concert                                                         | DE— PlatinDE | — | — | UK2 Gold · (70 Wo.)UK | — | Erstveröffentlichung: 24. März 1998 Verkäufe: + 175.000      |
| 1998 | The Video                                                               | DE— ×4VierfachplatinDE | — | — | — | — | Erstveröffentlichung: 24. März 1998 Verkäufe: + 400.000      |
| 1998 | All Access Video                                                        | — | — | — | — | US— ×6SechsfachplatinUS | Erstveröffentlichung: 2. Juni 1998 Verkäufe: + 600.000       |
| 1998 | Behind the Scences                                                      | DE— PlatinDE | — | — | UK2 Platin · (45 Wo.)UK | — | Erstveröffentlichung: 22. September 1998 Verkäufe: + 207.500 |
| 1998 | A Night Out with the Backstreet Boys                                    | — | — | — | UK2 Platin · (57 Wo.)UK | US— ×3DreifachplatinUS | Erstveröffentlichung: 17. November 1998 Verkäufe: + 350.000  |
| 1999 | Homecoming: Live in Orlando                                             | — | — | — | — | US— ×3DreifachplatinUS | Erstveröffentlichung: 27. April 1999 Verkäufe: + 300.000     |
| 2000 | For the Fans: Millenium Concert Special (by Burger King)                | — | — | — | — | — | Erstveröffentlichung: 28. August 2000 unautorisiert          |
| 2001 | Around the World                                                        | — | — | — | UK3 (5 Wo.)UK | — | Erstveröffentlichung: 2001                                   |
| 2001 | The Greatest Video Hits: Chapter One                                    | — | — | — | UK9 Gold · (18 Wo.)UK | — | Erstveröffentlichung: 2001 Verkäufe: + 125.000               |
| 2001 | The Hits                                                                | — | — | — | — | US— PlatinUS | Erstveröffentlichung: 2001 Verkäufe: + 100.000               |
| 2005 | Never Gone: The Videos                                                  | — | — | — | — | — | Erstveröffentlichung: 13. Dezember 2005                      |
| 2010 | This Is Us Japan Tour 2010                                              | — | — | — | — | — | Erstveröffentlichung: 2010                                   |
| 2014 | In a World Like This Japan Tour 2013                                    | — | — | — | — | — | Erstveröffentlichung: 2014                                   |
| 2015 | Show 'Em What You're Made Of auch bekannt als: 20 Jahre Backstreet Boys | — | — | — | — | — | Erstveröffentlichung: 28. April 2015                         |

## Boxsets
| Jahr | Titel Musiklabel                               | Anmerkungen                    |
| ---- | ---------------------------------------------- | ------------------------------ |
| 2015 | The Box Set Series Backstreet Boys RCA, Legacy | Erstveröffentlichung: Mai 2015 |

## Statistik

### Chartauswertung
|                     | DE     | AT     | CH     | UK     | US     |
| ------------------- | ------ | ------ | ------ | ------ | ------ |
| Nummer-eins-Alben   | DE5DE  | AT4AT  | CH6CH  | UK—UK  | US3US  |
| Top-10-Alben        | DE11DE | AT8AT  | CH10CH | UK4UK  | US10US |
| Alben in den Charts | DE12DE | AT13AT | CH12CH | UK10UK | US11US |

|                       | DE     | AT     | CH     | UK     | US     |
| --------------------- | ------ | ------ | ------ | ------ | ------ |
| Nummer-eins-Singles   | DE2DE  | AT2AT  | CH3CH  | UK1UK  | US—US  |
| Top-10-Singles        | DE14DE | AT13AT | CH16CH | UK17UK | US6US  |
| Singles in den Charts | DE31DE | AT25AT | CH28CH | UK22UK | US20US |

|                          | DE    | AT    | CH    | UK    | US    |
| ------------------------ | ----- | ----- | ----- | ----- | ----- |
| Nummer-eins-Videoalben   | DE—DE | AT—AT | CH—CH | UK—UK | US—US |
| Top-10-Videoalben        | DE—DE | AT—AT | CH—CH | UK6UK | US—US |
| Videoalben in den Charts | DE—DE | AT—AT | CH—CH | UK6UK | US—US |

### Auszeichnungen für Musikverkäufe
| Land/RegionAuszeichnungen für Musikverkäufe (Land/Region, Auszeichnungen, Verkäufe, Quellen) | Silber     | Gold         | Platin         | Diamant       | Verkäufe     | Quellen                                                        |
| -------------------------------------------------------------------------------------------- | ---------- | ------------ | -------------- | ------------- | ------------ | -------------------------------------------------------------- |
| Argentinien (CAPIF)                                                                          | —          | Gold1        | 12× Platin12   | —             | 740.000      | capif.org.ar (Memento vom 6. Juli 2011 im Internet Archive)    |
| Australien (ARIA)                                                                            | —          | 6× Gold6     | 32× Platin32   | —             | 2.422.500    | aria.com.au                                                    |
| Belgien (BRMA)                                                                               | —          | 5× Gold5     | 6× Platin6     | —             | 425.000      | ultratop.be                                                    |
| Brasilien (PMB)                                                                              | —          | 7× Gold7     | 11× Platin11   | —             | 2.055.000    | pro-musicabr.org.br                                            |
| Chile (IFPI)                                                                                 | —          | —            | Platin1        | —             | 50.000       | Einzelnachweise                                                |
| Dänemark (IFPI)                                                                              | —          | 9× Gold9     | 14× Platin14   | —             | 890.000      | ifpi.dk hitlisten.nu                                           |
| Deutschland (BVMI)                                                                           | —          | 11× Gold11   | 16× Platin16   | —             | 7.650.000    | musikindustrie.de                                              |
| Europa (IFPI)                                                                                | —          | —            | 11× Platin11   | —             | (11.000.000) | ifpi.org (Memento vom 1. Januar 2014 im Internet Archive)      |
| Finnland (IFPI)                                                                              | —          | 2× Gold2     | 2× Platin2     | —             | 171.390      | ifpi.fi                                                        |
| Frankreich (SNEP)                                                                            | Silber1    | 2× Gold2     | —              | —             | 325.000      | infodisc.fr                                                    |
| Hongkong (IFPI/HKRIA)                                                                        | —          | —            | 3× Platin3     | —             | 60.000       | ifpihk.org                                                     |
| Indien (IMI)                                                                                 | —          | —            | Platin1        | —             | 50.000       | Einzelnachweise                                                |
| Irland (IRMA)                                                                                | —          | Gold1        | —              | —             | 7.500        | irishcharts.ie                                                 |
| Italien (FIMI)                                                                               | —          | Gold1        | 6× Platin6     | —             | 640.000      | fimi.it                                                        |
| Japan (RIAJ)                                                                                 | —          | 7× Gold7     | 17× Platin17   | Diamant1      | 5.650.000    | riaj.or.jp JP2                                                 |
| Kanada (MC)                                                                                  | —          | 5× Gold5     | 13× Platin13   | 7× Diamant7   | 5.839.000    | musiccanada.com                                                |
| Kolumbien (ASINCOL)                                                                          | —          | 2× Gold2     | —              | —             | 35.000       | Einzelnachweise                                                |
| Malaysia (RIM)                                                                               | —          | —            | Platin1        | —             | 50.000       | Einzelnachweise                                                |
| Mexiko (AMPROFON)                                                                            | —          | 4× Gold4     | 7× Platin7     | —             | 1.475.000    | amprofon.com.mx                                                |
| Neuseeland (RMNZ)                                                                            | —          | 4× Gold4     | 15× Platin15   | —             | 343.000      | aotearoamusiccharts.co.nz NZ2 NZ3                              |
| Niederlande (NVPI)                                                                           | —          | 3× Gold3     | 7× Platin7     | —             | 770.000      | nvpi.nl                                                        |
| Norwegen (IFPI)                                                                              | —          | 3× Gold3     | 2× Platin2     | —             | 160.000      | ifpi.no (Memento vom 5. November 2012 im Internet Archive)     |
| Österreich (IFPI)                                                                            | —          | 6× Gold6     | 4× Platin4     | —             | 345.000      | ifpi.at                                                        |
| Philippinen (PARI)                                                                           | —          | —            | Platin1        | —             | 40.000       | Einzelnachweise                                                |
| Polen (ZPAV)                                                                                 | —          | 2× Gold2     | 2× Platin2     | —             | 260.000      | olis.pl                                                        |
| Portugal (AFP)                                                                               | —          | Gold1        | 3× Platin3     | —             | 100.000      | Einzelnachweise                                                |
| Russland (NFPF)                                                                              | —          | 2× Gold2     | —              | —             | 20.000       | 2m-online.ru                                                   |
| Schweden (IFPI)                                                                              | —          | 4× Gold4     | 10× Platin10   | —             | 655.000      | sverigetopplistan.se                                           |
| Schweiz (IFPI)                                                                               | —          | 3× Gold3     | 8× Platin8     | —             | 440.000      | hitparade.ch                                                   |
| Singapur (RIAS)                                                                              | —          | —            | Platin1        | —             | 15.000       | Einzelnachweise                                                |
| Spanien (Promusicae)                                                                         | —          | 3× Gold3     | 21× Platin21   | —             | 2.110.000    | elportaldemusica.es ES2                                        |
| Südafrika (RISA)                                                                             | —          | —            | 2× Platin2     | —             | 100.000      | mi2n.com                                                       |
| Südkorea (KMCA)                                                                              | —          | —            | 4× Platin4     | —             | 250.000      | Einzelnachweise                                                |
| Thailand (TECA)                                                                              | —          | —            | Platin1        | —             | 130.000      | Einzelnachweise                                                |
| Uruguay (CUD)                                                                                | —          | —            | 2× Platin2     | —             | 12.000       | cudisco.org (Memento vom 9. Dezember 2004 im Internet Archive) |
| Venezuela (APFV)                                                                             | —          | —            | Platin1        | —             | 20.000       | Einzelnachweise                                                |
| Vereinigte Staaten (RIAA)                                                                    | —          | Gold1        | 39× Platin39   | 2× Diamant2   | 48.783.000   | riaa.com                                                       |
| Vereinigtes Königreich (BPI)                                                                 | 7× Silber7 | 9× Gold9     | 13× Platin13   | —             | 7.395.000    | bpi.co.uk                                                      |
| Insgesamt                                                                                    | 8× Silber8 | 104× Gold104 | 288× Platin288 | 10× Diamant10 |              |                                                                |